# Jamie Moore
Jamie Moore (* 4. November 1978 in Salford, England) ist ein ehemaliger britischer Boxer und aktueller Boxtrainer.

## Karriere
Jamie Moore gewann sein Profidebüt am 9. Oktober 1999 vorzeitig gegen Clive Johnson. Im April 2003 schlug er den unbesiegten Michael Jones (Bilanz: 17-0) beim Kampf um die britische Meisterschaft und die Commonwealth-Meisterschaft im Halbmittelgewicht. Anschließend gewann er drei Titelverteidigungen, ehe er im Juni 2004 durch K.o. gegen Ossie Duran unterlag. Die britische Meisterschaft gewann er im Juli 2005 durch einen erneuten Sieg gegen Michael Jones zurück und schlug in Titelverteidigungen David Walker (23-2), Matthew Macklin (17-1) und Andrew Facey (19-4). Im Juli 2008 gewann er die irische Meisterschaft gegen Ciaran Healy.
Am 6. März 2009 besiegte er Michele Piccirillo (50-4) durch K.o. in der dritten Runde und gewann die vakante Europameisterschaft (EBU) im Halbmittelgewicht, die er am 2. Mai desselben Jahres durch TKO in der zweiten Runde gegen Roman Dschuman (23-6) verteidigte. Im Oktober 2009 verlor er den Titel an Ryan Rhodes (42-4).
Im April 2010 erklärte Moore aus gesundheitlichen Gründen seinen Rücktritt vom Wettkampfsport.

## Nach dem Boxen
Nach seiner aktiven Boxkarriere wurde Moore Kommentator für Sky Sports und Boxtrainer, wobei er unter anderem die Talente Jack Catterall, Tommy Coyle, Conrad Cummings, Rocky Fielding, Carl Frampton, Martin Murray und Steven Ward betreute.
Im August 2014 wurde Moore auf Marbella angeschossen und verletzt. Die Attacke soll sich im Zusammenhang mit dem organisierten Verbrechen ereignet haben.